# Wilhelm Schlüter (Politiker, 1844)

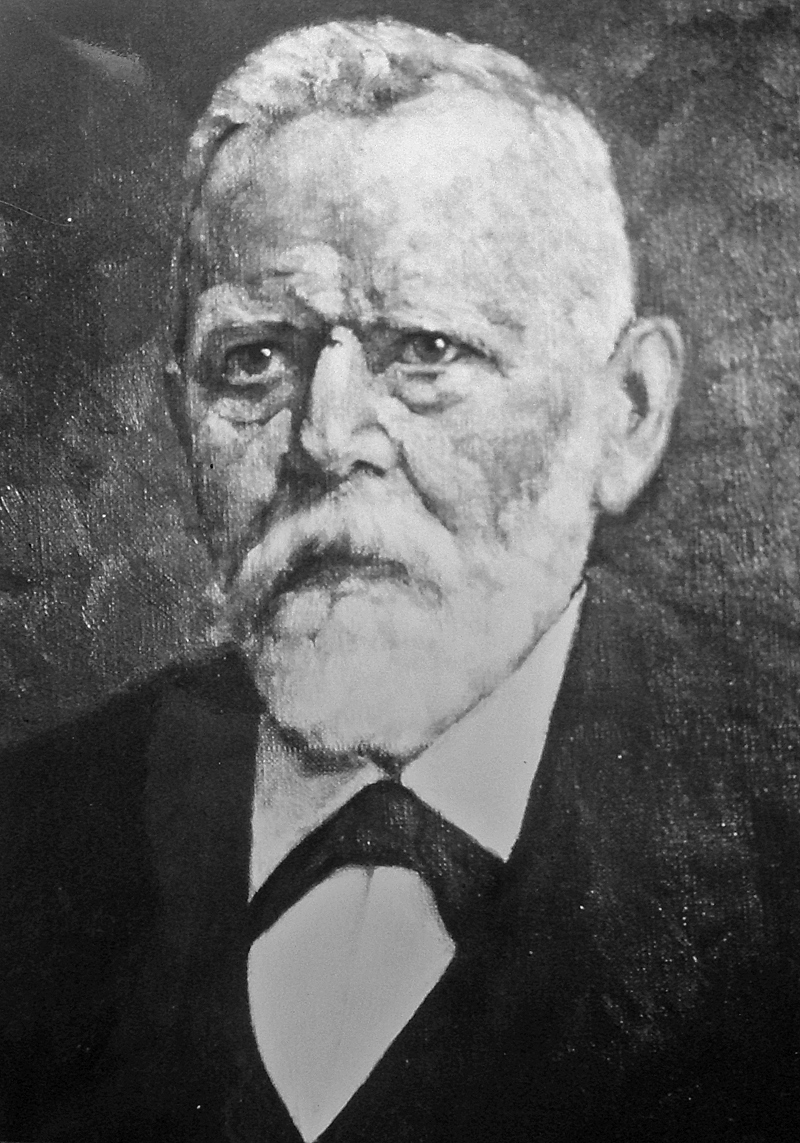
Wilhelm Schlüter

Wilhelm Schlüter (* 1844 in Hörde bei Dortmund; † 27. März 1930 in Gütersloh) war ein deutscher Arzt und Lokalpolitiker. 1918 wurde er zum Ehrenbürger von Gütersloh ernannt.

## Lebenslauf
Wilhelm Schlüter war Sohn eines Apothekers, der aus Gütersloh stammte und berufsbedingt nach Dortmund gezogen war. Als die Mutter 1849 starb, zog der Vater zurück nach Gütersloh.
Mit 34 Jahren heiratete Schlüter 1878 Clara König, die Tochter eines örtlichen Apothekers. Das Paar hatte zwölf Kinder.

### Medizinische Karriere
Nach dem Abitur am Evangelisch Stiftischen Gymnasium studierte Schlüter Medizin in Halle und Berlin, wo er 1867 promovierte. Seinen Militärdienstabsolvierte er u. a. als Arzt beim Garde-Füsilier-Regiment in Berlin. Am Deutsch-Französischen Krieg 1870/71 nahm er als Assistenzarzt teil. Es folgte die Beförderung zum Stabsarzt der Landwehr.
Nach dem Krieg ließ er sich als praktischer Arzt in Gütersloh nieder. Ab 1884 war er Mitglied der Sanitätskommission für gesundheitspolizeiliche Aufgaben. 1891 wurde er Amtsarzt für den Kreis Wiedenbrück (sog. Kreisphysikus). 1895 wurde er zum Königlichen Sanitätsrat ernannt, 1901 zum Medizinalrat, 1905 zum Geheimen Medizinalrat. 1899 erhielt er die Rote Kreuz-Medaille III. Klasse, 1904 den Roten Adlerorden IV. Klasse. War 1903 als leitender Arzt des Katholischen Krankenhauses (Elisabeth-Hospital) tätig. 1907 gründete er in Gütersloh eine Fürsorgestelle für Tuberkulosepatienten. 1908 übernahm er die Leitung des Evangelischen Krankenhauses. 1918 setzte er sich nach 50 Berufsjahren zur Ruhe. Ehrenamtlich wirkte er als Vorsitzender der Krieger-Sanitätskolonne des Roten Kreuzes, als Vorstandsmitglied der Ärztekammer für Westfalen, als Vorsitzender des Ärztevereins des Kreises Wiedenbrück und als Kassierer der Jubiläumsstiftung des Preußischen Medizinal-Beamtenvereins.

### Einsatz für lokale Belange
Schlüter war von 1878 bis 1919 Mitglied im Gütersloher Stadtrat und von 1888 bis 1910 Mitglied im Kreistag. Er engagierte sich neben den oben genannten Ämtern im Schulausschuss, in der Hilfsschulkommission und im Kuratorium der höheren Mädchenschule, außerdem in der Wasserwerkskommission (1888 wurde der Gütersloher Wasserturm errichtet) sowie im Aufsichtsrat der Gütersloher Bank (heute Volksbank Bielefeld-Gütersloh).
Am 1. April 1918 wurde er als vierter Bürger und nach Friedrich Wilhelm Stohlmann und Carl Zumwinkel als dritter Mediziner für seinen Einsatz „für die Wohlfahrt und das Gedeihen seiner Vaterstadt“ zum Ehrenbürger von Gütersloh ernannt. In der Stadt ist eine Straße nach ihm benannt.

## Quelle
- Stephan Grimm, Heinrich Lakämper-Lührs: Gütersloher schreiben Geschichte, Wartberg Verlag, Gudensberg-Gleichen, 2005, ISBN 3831315884